# Прикаспие
Прикаспието е географска област, включваща териториите в близост до Каспийско море в Европа и Азия.
Прикаспието включва областите в Иран северно от Алборз, основната част от Азербайджан, части от Дагестан, Калмикия и Астраханска област в Русия и от Атърауска и Мангистауска област в Казахстан и западната част от Туркменистан.